# Callyna jugaria
Callyna jugaria là một loài bướm đêm trong họ Noctuidae.